# Hebrejska abeceda
Hebrejska abeceda (izvirno אלפבית עברי‎ [alefbet ivri]) je pisava, s katero se običajno zapisuje hebrejski jezik, pa tudi druge jezike, ki so jih govorili ali jih še govorijo Judje, npr.: aramejski jezik, jidiš ipd. Hebrejska abeceda je v nekem smislu tudi znak pripadnosti judovstvu.
Hebrejsko abecedo sestavlja 22 črk, ki označujejo praviloma soglasnike. Samoglasnike se pogosto kar izpušča ali pa se jih zapisuje s črkami, ki sicer predstavljajo soglasnike. Le izjemoma se samoglasnike piše s posebnimi simboli.
Hebrejsko pisavo se praviloma piše od desne proti levi. 
Sodobna hebrejska pisava se v bistvu ne razlikuje od klasične, vendar pa so danes v uporabi bolj gladke oblike črk - brez okraskov.

## Soglasniki
Pregled soglasnikov podaja naslednja razpredelnica. Pet črk dobi na koncu besede posebno zaključno obliko, ki je v tabeli navedena levo od standardne oblike črke.
| klasična oblika | klasična oblika | sodobna oblika | sodobna oblika | ime črke | izgovorjava IPA | poslovenjena izgovorjava | številska vrednost |
| --------------- | --------------- | -------------- | -------------- | -------- | --------------- | ------------------------ | ------------------ |
|                 | א               |                | א              | Alef     | /ʔ/             | '                        | 1                  |
|                 | ב               |                | ב              | Bet      | /b/ /v/         | b v                      | 2                  |
|                 | ג               |                | ג              | Gimel    | /g/             | g                        | 3                  |
|                 | ד               |                | ד              | Dalet    | /d/             | d                        | 4                  |
|                 | ה               |                | ה              | He       | /h/             | h                        | 5                  |
|                 | ו               |                | ו              | Vav      | /v/             | v                        | 6                  |
|                 | ז               |                | ז              | Zajin    | /z/             | z                        | 7                  |
|                 | ח               |                | ח              | Het      | /x/ /ħ/         | h kh                     | 8                  |
|                 | ט               |                | ט              | Tet      | /t/             | t                        | 9                  |
|                 | י               |                | י              | Jod      | /y/             | j                        | 10                 |
| ך               | כ               | ך              | כ              | Kaf      | /k/ /χ/         | k kh                     | 20                 |
|                 | ל               |                | ל              | Lamed    | /l/             | l                        | 30                 |
| ם               | מ               | ם              | מ              | Mem      | /m/             | m                        | 40                 |
| ן               | נ               | ן              | נ              | Nen      | /n/             | n                        | 50                 |
|                 | ס               |                | ס              | Sameh    | /s/             | s                        | 60                 |
|                 | ע               |                | ע              | Ajin     | /ʕ/             | '                        | 70                 |
| ף               | פ               | ף              | פ              | Pe       | /p/ /f/         | p f                      | 80                 |
| ץ               | צ               | ץ              | צ              | Cade     | /ts/            | c                        | 90                 |
|                 | ק               |                | ק              | Kof      | /q/             | k                        | 100                |
|                 | ר               |                | ר              | Reš      | /r/             | r                        | 200                |
|                 | ש               |                | ש              | Šin      | /ʃ/ /s/         | š ś                      | 300                |
|                 | ת               |                | ת              | Tav      | /t/             | t                        | 400                |

Nekateri soglasniki imajo po dve možni izgovorjavi, ki se ju v pisavi po navadi ne loči. V redkih primerih, ko bi lahko prišlo do dvoumnosti, se obe različici lahko loči z diakritično piko (dageš) oziroma črtico (rafe).
| črka | glas    | 1. varianta | 1. varianta | 2. varianta | 2. varianta |
| ---- | ------- | ----------- | ----------- | ----------- | ----------- |
| ב    | /b/ /v/ | בּ           | /b/         | בֿ           | /v/         |
| כ    | /k/ /χ/ | כּ           | /k/         | כֿ           | /χ/         |
| פ    | /p/ /f/ | פּ           | /p/         | פֿ           | /f/         |
| ש    | /ʃ/ /s/ | שׁ           | /ʃ/         | שׂ           | /s/         |

Današnji govorci hebrejščine v izgovorjavi ne ločijo več toliko soglasnikov kot v klasični hebrejščini, zato v današnjem času nekatere črke predstavljajo iste glasove - razlika v zapisu je le zgodovinska:
- črke א  ,ע in ה (kadar so mišljene kot soglasniki) se vse tri izgovarjajo /h/
- črka ו in ena od variant črke ב se izgovarjata /v/
- črka ח in ena od variant črke כ se izgovarjata /χ/ (ostri h)
- črki ט in ת se obe izgovarjata /t/
- črka ס in ena od variant črke ש se obe izgovarjata /s/
- črka צ in skupina תס izgovarjata /ts/ (poslovenjeno: c)

## Samoglasniki
Za zapis samoglasnikov se uporablja naslednje tri možnosti:
- Samoglasnike se v hebrejščini pogosto popolnoma izpušča. Zgled za to je beseda כשר [košer], ki pomeni obredno čisto hrano. Zapis כשר je sestavljen samo iz soglasnikov: kšr, samoglasniki niso navedeni.
- Marsikdaj pa se za zapis samoglasnikov uporablja nekatere izbrane soglasnike in sicer:

| črka | ime  | kot samoglasnik     |
| ---- | ---- | ------------------- |
| א    | Alef | /a:/ (redko /e/)    |
| ה    | He   | /a:/ /e:/ /e/       |
| ו    | Vav  | /u/ /o:/            |
| י    | Jod  | /i/ (tudi /e:/ /e/) |
Zgled: ime mesta Jeruzalem se v hebrejščini zapiše ירושלים, kar so pravzaprav soglasniki Jrvšljm, pomenijo pa Jerušalaim.
- V posebnih primerih se samoglasnike zapisuje tudi s sistemom diakritičnih črtic in pikic. Ta sistem označevanja se v praksi uporablja samo v slovarjih in leksikonih ter v svetopisemskih tekstih, kjer je pravilna izgovorjava pomembna in ne sme biti dvoumnosti.
Zgled: že omenjeno besedo כשר [košer] se po tem sistemu zapiše כָּשֵר, ime mesta Jeruzalem pa se po tem sistemu zapiše kot יְרוּשָׁלַיִם.